# Herbert Cuntz
Herbert Cuntz (* 12. März 1948) ist ein deutscher Ultramarathonläufer.

## Karriere
1988 und 1990 wurde Cuntz deutscher Vizemeister über 100 km. 1992 und 1993 wurde er Sechster. Des Weiteren wurde er 1993 und 1997 Fünfter der Mannschaftswertung.
1989 wurde er Dritter der 100-km-Straßenlauf-Weltmeisterschaften.